# Saitō Yoshitatsu
En aquest nom japonès, el cognom és Saitō.
Saitō Yoshitatsu (斎藤 義龍, 8 de juliol de 1527 – 23 de juny de 1561) va ser un samurai japonès durant el Període Sengoku.
Yoshiatsu era fill de Saitō Dōsan. El 1556, Dōsan va resultar mort en la batalla contra les forces dirigides per Yoshitatsu.
El fill de Yoshitatsu, Saitō Tatsuoki, va ser vençut per Oda Nobunaga el 1564; i el seu clan desaparegué.